# Hollywood Bitch
Hollywood Bitch è un singolo del gruppo rock statunitense Stone Temple Pilots, pubblicato nel 2001 ed estratto dall'album Shangri-La Dee Da.
Il brano è stato composto da Robert DeLeo e Scott Weiland.